# Dusičnan-fluorid xenonatý
Dusičnan-fluorid xenonatý je anorganická sloučenina s chemickým vzorcem FXeNO3.

## Příprava
Dusičnan-fluorid xenonatý lze připravit reakcí:
[FXeOXeFXeF][AsF6] + 2 NO2F → FXeONO2 + NO2AsF6
Následné čištění dusičnanu-fluoridu xenonatého může probíhat rozpuštěním v SO2ClF, které zanechá NO2AsF6 v pevném stavu.
Alternativní metodou s nízkým výtěžkem může být rozpuštění fluoridu xenonatého v kapalném tetraoxidu dusíku při teplotě 0 °C:
XeF2 + NO+ + NO -
3  → FXeONO2 + NOF
Další možnou metodou je:
XeF2 + HNO3 → FXeONO2 + HF

## Vlastnosti
Dusičnan-fluorid xenonatý je ne příliš stabilní bílá krystalická látka, která se při −78 °C rozkládá na XeF2·N2O4. Rozpad trvá v řádu dnů. Při 0 °C se dusičnan-fluorid xenonatý rozkládá na fluorid xenonatý s poločasem rozpadu 7 hodin.